# Sörmlands Grafiska
Sörmlands Grafiska AB var ett tryckeriföretag som grundades 1958 i Katrineholm genom övertagande av konkursboet efter Lindhags Boktryckeri, som 1955 flyttat från Falun till Katrineholm.  
Sörmlands Grafiska var från omkring 1990 Sveriges ledande offsettryckeri utanför dagstidningssektorn. Tyngdpunkten låg på tryckning av tidskrifter i rulloffset. Företaget hade hela produktionskedjan från sätteri till bokbinderi/distribution. Antalet anställda var omkring 400. 
Bolaget ägdes efter 2008 av den internationella tryckerikoncernen Circle Printers. 
Under år 2014 omsatte Sörmlands Grafiska 337,6 miljoner kronor. Under år 2015 flyttades en del av verksamheten och de anställda över till ett nytt företag, Sörmlands Printing. 

## Historia
Bolaget ägdes från starten av dess VD Lars Wirström men förvärvades den 1 juli 1964 av AB Aerotransport. Wirström kvarstod som VD till början av 1986. 1988 gick Sörmlands Grafiska samman med Tiba-Tryck i Stockholm och året därpå med Interprint i Stockholm. Den koncern som bildades kallades Grafon och ägdes av ABA, Bonnierföretagen och Esselte. Den blev dock kortlivad beroende på ekonomiska problem hos Interprint, som 1993 gick i konkurs. Sörmlands Grafiska kom sedan att ägas av Bonniers och Proventus fram dess att bolaget i slutet av 1996 förvärvades av UBS Capital och MB Corporate Finance. Den 8 juni 1998 börsnoterades Tryckinvest i Norden AB (TINA), vari Sörmlands Grafiska ingick. Redan efter kort tid förvärvades TINA genom uppköp av det kanadensiska tryckeriföretaget Quebecor. Quebecor kvarstod som ägare till 2008.
Den femte januari 2016 begärdes både Sörmlands Grafiska och dotterbolaget Sörmlands Printing i konkurs.
Delar av konkursboet köptes av den danska tryckerikoncernen Stibo och bytte namn till Sörmlands Printing Solutions.